# Szalona Siklawa
Szalona Siklawa – wodospad na północnych stokach Tatr Bielskich. Znajduje się na Szalonych Spadach – skalnym progu Szalonego Kotła. Jest to wodospad okresowy. Woda spływa po bardzo stromym ,miejscami pionowym progu Szalonych Spadów o wysokości około 60 m. Zimą na wodospadzie tworzą się lodospady. Wypływająca z wodospadu woda łączy się ze strumykiem z Reglanych Spadów około 200 m poniżej progów, na południowym skraju Polany pod Głośną Skałą, tworząc okresowy potok spływający dnem Doliny Kępy.
Nazwę wodospadu wprowadził Władysław Cywiński w 5 tomie przewodnika Tatry. Przewodnik szczegółowy. Wodospad znajduje się na obszarze ochrony ścisłej TANAP-u i jest niedostępny turystycznie.